# Borealopelta
Borealopelta („štít ze severu“) je rod dávno vyhynulého nodosauridního dinosaura, který žil asi před 115 miliony let v období spodní křídy (geologický věk apt). Zkameněliny tohoto obrněného tyreofora byly objeveny roku 2011 v lomu Millenium Mine společnosti Suncor Energy na severu kanadské provincie Alberty při těžbě dehtových písků. Jedná se o sedimenty geologického souvrství Clearwater.

## Popis
Skvělý stav dochování fosilie přiměl paleontology k rychlé záchranné akci a fosilie byla pro vědu zachráněna, zrestaurována a v létě roku 2017 formálně popsána jako nový druh Borealopelta markmitchelli. Tento čtvernohý býložravý dinosaurus měřil na délku lehce přes 5 metrů a vážil téměř 1,5 tuny. Vzhledem k výbornému stavu svého dochování bývá označován za "rosettskou desku obrněných dinosaurů".

## Zbarvení
Podle rozboru dochovaných stop melanozomů mohl být tento dinosaurus zaživa načervenale zbarvený. Zajímavé je, že zbarvení mohlo sloužit jako maskování pro lepší splynutí s okolím. Obrněný dinosaurus tak mohl lépe uniknout pozornosti velkých dravých teropodů, jako byl například rod Acrocanthosaurus.

## Potrava
Rozbor fosilního obsahu někdejšího žaludku dinosaura odhalil palynomorfy (částice pylu), které prozradily, jakými druhy rostlin se tento obrněný dinosaurus živil. Převažují kapraďorosty a cykasy, méně zastoupeny jsou pak mechorosty, jehličnany a krytosemenné rostliny. Přítomnost uhelných částic dokládá, že tito dinosauři využívali občasné požáry a pásli se na vegetaci pyrofytních kapraďorostů, porůstajících nejrychleji ohněm zasažená území.
Nálezy spojené s fosilií borealopelty zároveň významně pomohly paleobotanikům se zmapováním druhů rostlin a jejich poměrným zastoupením ve flóře kanadské Alberty v období pozdní části spodní křídy (věk alb).

### Česká literatura
- SOCHA, Vladimír (2021). Dinosauři – rekordy a zajímavosti. Nakladatelství Kazda, Brno. ISBN 978-80-7670-033-8 (str. 126)